# .ke
.ke is het achtervoegsel van domeinen van websites uit Kenia.
Registratie op het derde niveau onder de volgende secondleveldomeinen:
- .co.ke - voor ondernemingen
- .or.ke - voor non-profitorganisaties
- .ne.ke - voor netwerkorganisaties
- .go.ke - voor overheidsinstanties (aanvullende registratie-eisen).
- .ac.ke - voor instellingen binnen het hoger onderwijs (aanvullende registratie-eisen).
- .sc.ke - voor lager en middelbaar onderwijs (aanvullende registratie-eisen).